# Mainzac
Mainzac település Franciaországban, Charente megyében. Lakosainak száma 123 fő (2022. január 1.). Mainzac Charras, Feuillade, Souffrignac, Hautefaye, Javerlhac-et-la-Chapelle-Saint-Robert és Mareuil en Périgord községekkel határos.

## Népesség
A település népességének változása:
| Lakosok száma | 157  | 110  | 121  | 110  | 95   | 98   | 110  | 115  | 119  | 123  |
|               | 1968 | 1982 | 1990 | 2006 | 2013 | 2015 | 2017 | 2019 | 2020 | 2022 |